# Épilobe en épi
Epilobium angustifolium
Espèce
Synonymes
- Chamaenerion angustifolium (L.) Scop., 1771 (préféré par NCBI)[2]
- Chamaenerion angustifolium (L.) Scop.[1] [3]
- Chamaenerion denticulatum Schur[1]
- Chamaenerion spicatum (Lam.) Gray[1]
- Chamerion angustifolium (L.) Holub[1] [3]
- Epilobium angustifolium var. abbreviatum (Lunell) Munz[1]
- Epilobium angustifolium[2]
- Epilobium brachycarpum Leight.[1]
- Epilobium difforme Gilib.[1]
- Epilobium elatum Munro ex Hausskn.[1]
- Epilobium gesneri Vill.[1]
- Epilobium latifolium Matt.[1]
- Epilobium macrocarpum Steph.[1]
- Epilobium neriifolium H.Lév.[1]
- Epilobium persicifolium Vill.[1]
- Epilobium rubrum Lucé[1]
- Epilobium salicifolium Stokes[1]
- Epilobium spicatum Lam.[3]
- Epilobium variabile Lucé[1]
- Pyrogennema angustifolium Lunell[1]

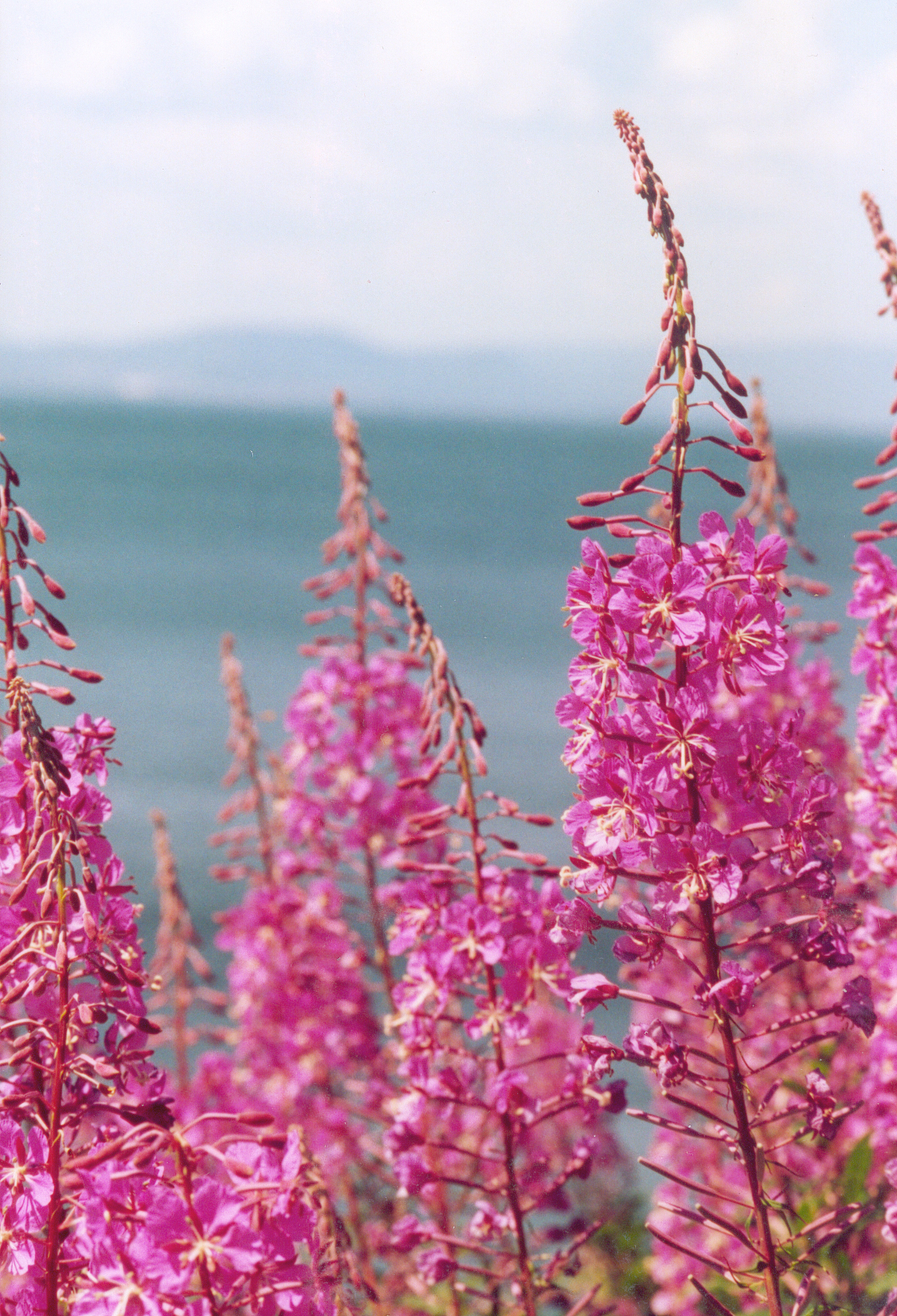
Epilobium angustifolium sur fond de Saint-Laurent, au Québec.

Statut de conservation UICN

 LC  : Préoccupation mineure
L’Épilobe en épi , l’Épilobe à feuilles étroites ou Laurier de Saint-Antoine, ou encore Osier fleuri (Epilobium angustifolium), est une espèce de plantes à fleurs du genre Epilobium de la famille des Onagraceae.
C'est une plante herbacée vivace que l'on trouve dans toutes les zones tempérées et boréales de l'hémisphère nord.

## Liste des sous-espèces et variétés
Selon Tropicos (17 mai 2020) (Attention liste brute contenant possiblement des synonymes) :
- Epilobium angustifolium subsp. albiflorum Dumort.
- Epilobium angustifolium subsp. angustifolium
- Epilobium angustifolium subsp. circumvagum Mosquin
- Epilobium angustifolium subsp. macrophyllum (Hausskn.) Hultén
- Epilobium angustifolium var. abbreviatum (Lunell) Munz
- Epilobium angustifolium var. angustifolium
- Epilobium angustifolium var. canescens Alph. Wood
- Epilobium angustifolium var. intermedium (Wormsk.) Fernald
- Epilobium angustifolium var. macrophyllum (Hausskn.) Fernald
- Epilobium angustifolium var. platyphyllum (Daniels) Fernald
- Epilobium angustifolium var. pleniflorum Nakai
- Epilobium angustifolium var. pygmaeum Jeps.

## Étymologie
L'épilobe est la francisation d'Epilobium, du grec epi, sur, et lobion, petite cosse. En effet, les sépales et pétales sont situés au sommet d'un ovaire infère qui ressemble à une petite gousse. Les feuilles effilées de cette espèce ressemblent, avec un peu d'imagination, à celles du laurier, Laurus nobilis. L'épithète du nom scientifique dérive du latin angustus, « étroit » et  folium, « feuille ».

## Description

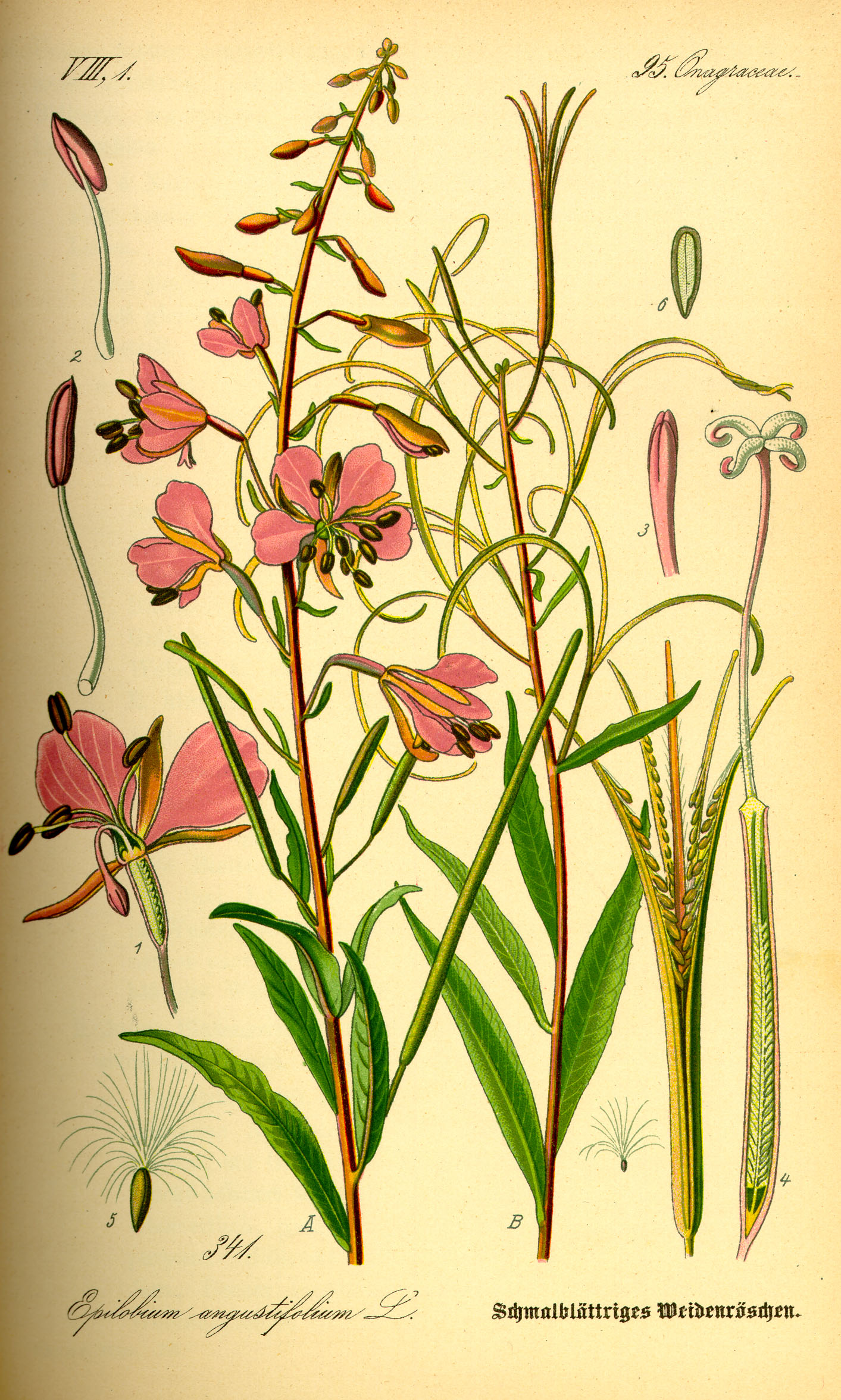
Planche botanique d’Epilobium angustifolium.

- Port : tige atteignant de 0,5 m à 2,5 m de hauteur. Une espèce naine parente, Chamerion latifolium, pousse de 0,3 à 0,6 m de hauteur.
- Racine : souche rampante
- Feuilles : nombreuses mais peu denses (éparses), alternes, sessiles, entières, lancéolées et très allongées. Leur bord est souvent partiellement enroulé et leurs nervures forment un réseau.
- Fleurs : grandes d’un rose-pourpre vif, de bonne taille (jusqu’à 3 cm de diamètre), en longue grappes fournies terminales (type racèmes symétriques). Chaque fleur possède 4 pétales étalés en croix, un peu inégaux. Les 8 étamines et le style sont incurvés vers le bas. Quatre stigmates blancs s’étalent aussi en croix à maturité. Le nectar est sécrété au sommet de l'ovaire ; il est protégé de la pluie par les bases dilatées des étamines et par la rangée de poils du style. Le pollen est violet foncé le matin seulement.
- Floraison : basifuge, de juin à septembre, plutôt juillet-août en plaine ; chaque fleur reste ouverte deux jours environ, ce qui permet une longue floraison de chaque pied.
- Fruit : capsule linéaire rouge-brun pleine de semences, qui s'ouvre par des fentes au sommet. Elle porte de nombreuses graines brunes, environ 300 à 400 par fruit et 80 000 par plante. Les graines ont des poils soyeux qui facilitent l'anémochorie (dispersion par le vent) favorisant la colonisation rapide des milieux propices. Une fois établie, la plante se propage aussi largement par ses racines qui se rejoignent sous le sol.
- Habitat : l'épilobe est une espèce pionnière présente en colonie dense dans tous les terrains dégagés, comme les coupes de bois, clairières, lisières, talus, ravins humides, lieux incendiés. S’étend à la faveur des déboisements et des incendies.
- Altitude : jusqu’à 2 500 m.
- Toxicité : non.
- Plante protégée : non.

Les feuilles d'épilobe en épi sont uniques en ce sens que les nervures des feuilles sont circulaires et ne prennent pas fin sur les bords de la feuille, mais forment des boucles qui se rejoignent sur le bord extérieur des feuilles. Cette caractéristique rend ces plantes très faciles à identifier à tous les stades de leur croissance.[réf. nécessaire]

## Aire de répartition
L’épilobe en épi est réparti sur tout l'hémisphère nord : Asie, Afrique, Amérique du Nord et Europe.

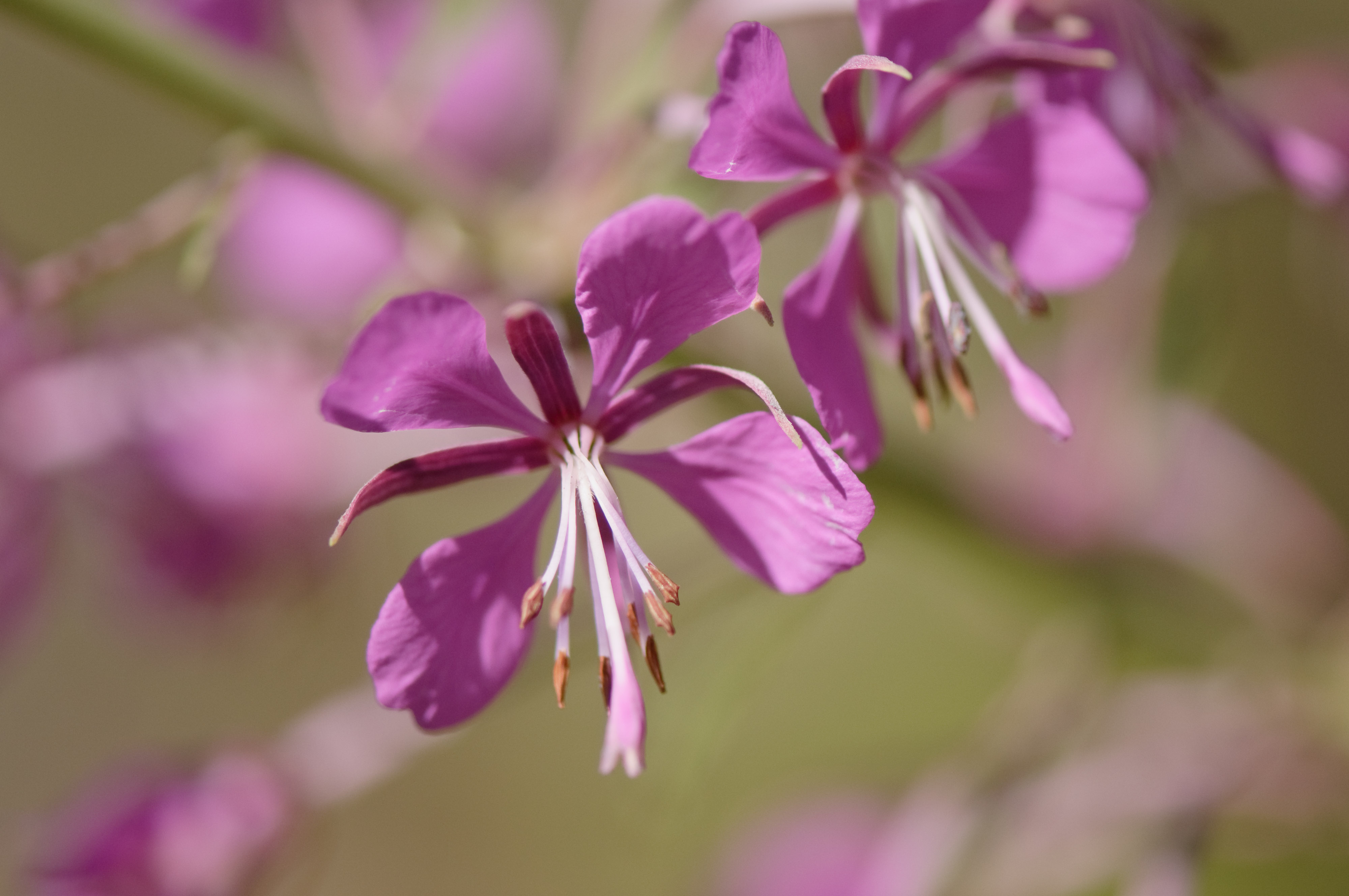
Chamerion angustifolium.

Cette espèce peut être indicatrice des mégaphorbiaies eutrophiles. Elle a tendance à coloniser rapidement les zones ouvertes et humides où il y a peu de concurrence, tels que les sites incendiés ou les clairières des forêts. Elle pousse aussi longtemps que l'espace est ouvert et qu'elle dispose de beaucoup de lumière, puis quand les arbres et les broussailles grandissent, les épilobes meurent, mais les graines restent viables dans le sol pendant de nombreuses années.
En France, l’épilobe en épi est commun en moyenne montagne dans les espaces forestiers ouverts. Il apparaît en grand nombre après les coupes de bois, puis se raréfie à mesure que la forêt se referme.
L'espèce pénètre peu dans le midi, mais est présente jusqu'en basse Provence en ubac des massifs de la Sainte-Baume et de la montagne Sainte-Victoire. Elle y est cependant très rare puisque la Sainte-Baume ne compte qu'une vingtaine d'individus en deux stations vers 800 m d’altitude dans la hêtraie ; elle est encore plus rare à la Sainte-Victoire. On a découvert en mai 2004 une quinzaine de pieds vers 740 m d’altitude dans un vallon frais au-dessus du Delubre.
Par contre, elle n'est pas rare sur la face nord du Mont Ventoux et au Mont Serein entre 1300 et 1400 mètres d'altitude où on peut la trouver abondamment depuis 2016.
L'épilobe en épi est une plante pionnière du Mont Saint Helens après sa remarquable explosion. De 1940 à 1945, elle a colonisé en Europe occidentale les friches des multiples quartiers détruits lors des bombardements intenses entre 1940 et 1945.

## Intérêts
En 1793, elle permet au botaniste allemand Christian Konrad Sprengel d'imaginer la théorie de la pollinisation des plantes par les insectes (entomogamie).
Les rhizomes bouillis ont pu constituer dans les campagnes un aliment de substitution pour faire face aux difficultés et aux menaces de disettes : réduits en poudre, ils servaient à faire des galettes remplaçant le pain. Les jeunes pousses issues de turions sont comestibles :  blanchies comme les asperges, cet usage vaut à la plante le nom d'asperge des bois ou d'aspergette. Elles ont un goût légèrement sucré et ont été consommées comme légumes en Europe, en Asie et en Amérique du Nord. Elles sont laxatives si elles sont mangées en grosse quantité en raison de la présence de tanins. Les jeunes feuilles et les pousses, tendres, peuvent être mangées crues. Plus tard, elles sont fibreuses mais restent bonnes après cuisson. En thérapeutique, les feuilles utilisées en tisane sont indiquées pour traiter les maux de tête, migraines, troubles du sommeil ; en décoction, elles sont intéressantes pour cicatriser les petites plaies. Ces feuilles séchées formaient le « thé de Kapporie » en Russie, aussi appelé « Thé d'Ivan (Иван-чай, Ivan Tchaï) » alors qu'en Angleterre, on les employait à adultérer le thé de Chine,.
Les Amérindiens employaient son suc pour soulager les irritations de la peau et les brûlures, pratique qui a également cours en Europe. En médecine populaire européenne et nord-américaine, on l'utilisait sous forme de tisane pour soulager les troubles gastriques et respiratoires et la constipation. Ces usages peuvent être expliqués par la forte teneur dans ses parties fleuries et ses feuilles en tannins, mucilage, phytostérols et acides triterpéniques. Cela explique ses noms vernaculaires de laurier ou d'osier de Saint Antoine, d'Antoinette, en référence à Antoine le Grand, saint guérisseur (thaumaturge) réputé soigner les maladies de peau.
L'épilobe est mellifère et entre dans la composition des miels multifloraux de montagne. Si les massifs de cette fleur sont très importants, il est possible de récolter un miel d'épilobe limpide aux teintes cendrées (devenant blanc de neige en cristallisant), doux, d'une grande richesse aromatique et d'une texture particulièrement fine. Ce miel monofloral, rare, est très recherché.
Des sources orales (impossibles à citer en raison même de leur nature) rapportent que dans les Alpes, on récupérait à la fin de l'été et à l'automne les aigrettes afin de rembourrer les édredons.